# 刘敏 (少将)
刘敏（1958年2月—），女，汉族，籍贯山东，生于安徽合肥，中华人民共和国舞蹈家，一级演员，中国人民解放军少将，全国政协委员。

## 生平
1958年，刘敏出生在安徽省合肥市，读完小学之后，刘敏考入安徽省艺术学校舞蹈班，1978年，刘敏考入总政歌舞团。1994年到1998年，刘敏丈夫李刚經中华人民共和国政府派到中国驻美国大使馆担任文化公使衔参赞，刘敏追随丈夫远赴美国，在美国各城市的大学、中学、百老汇学习交流。1999年9月，刘敏调入解放军艺术学院出任舞蹈系副主任，现任舞蹈系主任。

## 社会兼职
- 第八、九、十届全国政协委员
- 全国政协科教文卫体委员会委员
- 全国舞蹈家协会副主席
- 中国文联第七届全国委员会委员
- 全军艺术系列高级专业职务评审委员会委员
- 中国国际文化艺术交流中心理事
- 中华全国妇女发展基金会理事
- 北京舞蹈学院客座教授
- 北京国际艺术学校客座教授
- 西北第二民族学院客座教授
- 安徽省艺术学院客座教授[1]

## 轶事
刘敏患有胃病和心脏病，曾因演出患过腦震盪。

## 作品

### 舞蹈剧
- 《割不断的琴弦》
- 《刑场上的婚礼》
- 《昭君出塞》
- 《无字碑》
- 《祥林嫂》
- 《喊春》
- 《向天堂的蝴蝶》
- 《黄河母亲》

## 奖项
| 年份 | 奖项                           | 是否得奖 | 备注 |
| ---- | ------------------------------ | -------- | ---- |
| 1986 | 首届“桃李杯”全国舞蹈比赛第一名 | 獲獎     |      |
| 1987 | 第二届全国舞蹈比赛第一名       | 獲獎     |      |
|      | 全国中青年“德艺双馨”文艺工作者 | 獲獎     |      |
|      | 全国城镇妇女“巾帼建功”标兵荣誉 | 獲獎     |      |
|      | 全军“三八红旗手”               | 獲獎     |      |
|      | 二等功一次                     | 獲獎     |      |
|      | 三等功六次                     | 獲獎     |      |